# Eduard Josef Gübelin

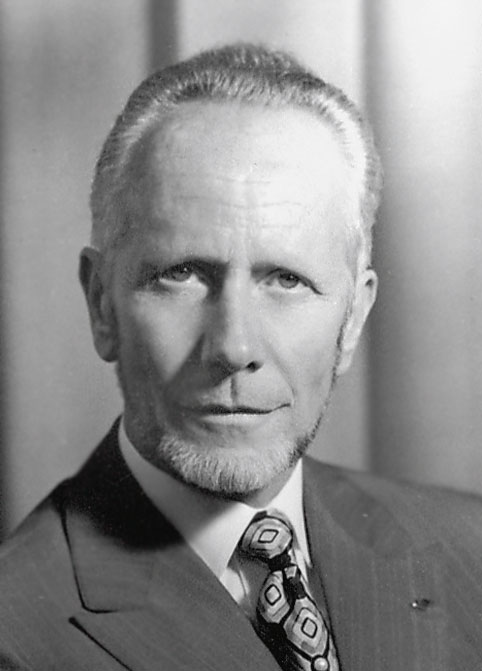
Eduard Josef Gübelin

Eduard Josef Gübelin (* 16. März 1913 in Luzern; † 15. März 2005 ebenda) war ein Pionier der Edelsteinforschung.
Seine lebenslangen Studien über Einschlüsse in Edelsteinen veränderten die Wissenschaft der Gemmologie und seine Arbeit legte den Grundstein für die mikroskopische Identifikation von Edelsteinen aller Art. Weltweite Bekanntheit auf dem Gebiet der Gemmologie erreichte er mit seinen wissenschaftlichen Arbeiten und mit seiner bemerkenswerten Edelsteinsammlung.

## Leben

### Kindheit und Jugend (1913–1930)
Eduard Josef Gübelins Eltern, Eduard Moritz Gübelin und Maria Schriber, heirateten 1912. Eduard Josef Gübelin wurde am 16. März 1913 in Luzern als ältestes von sieben Kindern geboren. Eduard Josefs Großvater Eduard Gübelin-Breitschmid besaß ein Uhrengeschäft am Schweizerhofquai in Luzern, wo auch sein Vater Eduard Moritz arbeitete. Nach dessen Rückkehr am Ende des Ersten Weltkrieges übernahm Vater Eduard Moritz Gübelin-Schriber am 21. April 1919 das Uhrengeschäft von seinem Vater Eduard Gübelin-Breitschmid. Im selben Jahr trat Eduard Josef Gübelin in die Primarschule ein. Als Junge brachte er von einem Ausflug besondere Steine mit nach Hause. Diese versuchte er anschließend zu klassifizieren.
Anfang der 1920er Jahre entschied sich Eduard Josef Gübelins Vater dazu, eine Juwelenabteilung ins Uhrengeschäft zu integrieren. So beinhaltete das Uhrmachergeschäft seit 1923 eine Bijouterie. Damit war der Grundstein gelegt für die Ära Gübelins als Bijoutier mit Eigenkreationen. 1924 eröffnete das Haus Gübelin eine Filiale an der 57th Street in New York. So reisten Eduard Josefs Eltern Eduard Moritz und Maria Gübelin-Schriber während der späteren 1920er Jahre mehrmals in die Vereinigten Staaten. Nach Abschluss der Primarschule trat Eduard Josef Gübelin in die Kantonsschule Luzern ein, wo er eine humanistische Ausbildung erhielt. Nach der Maturität absolvierte er die Rekrutenschule, die Unteroffiziersschule und die Offiziersschule.

### Der Weg zum Gemmologen (1931–1939)
1929 brachen mit dem Börsencrash die Goldene Zwanzigerjahre in sich zusammen – im gleichen Jahr, in dem das Unternehmen seinen 75. Geburtstag feierte.
Der Vater Eduard Moritz fällte mutige Entscheide, welche die Entwicklung des Unternehmens langfristig förderten: Mitten in der Krisenzeit wurde expandiert. Die Gründung neuer Gübelin-Boutiquen in verschiedenen Schweizer Städten trug wesentlich dazu bei, den Erfolg aufrechtzuerhalten: 1931 wurde eine Gübelin-Boutique in St. Moritz und 1932 eine Filiale in Zürich eröffnet.
Eduard Josef half ab 1932 im Familienunternehmen mit. Daneben studierte er in Zürich Mineralogie. Sein Bruder Walter absolvierte die Uhrmacherschule, wodurch sich die beiden Brüder mit ihrem Wissen gegenseitig ergänzten. Das gute Verhältnis zwischen den beiden Brüdern sowie Walters Entscheid, in die Fussstapfen des Vaters zu treten, verschafften dem Erstgeboren den nötigen Freiraum, sich intensiver seiner wissenschaftlichen Ausbildung zu widmen.
In Zürich galt das Interesse des jungen Eduards neben der Mineralogie und Gemmologie auch den Geisteswissenschaften. Er belegte neben seinen regulären Studienfächern auch Kurse in Kunstgeschichte, Literatur und alten Sprachen. 1936 unternahm Eduard Josef Gübelin während seiner Studienzeit an der ETH Zürich praxisnahe Feldarbeit im Tessin. Diese diente ihm als Grundlage für seine Publikation: Die Mineralien im Dolomit von Campo Lungo (Tessin). Im Wintersemester 1936/37, welches er in Wien am Institut für Edelsteine verbrachte, studierte er Gemmologie unter Professor Hermann Michel, der ein Jahrzehnt zuvor bereits seinen Vater Eduard Moritz Gübelin unterrichtet hatte.
Der Studienzeit in Europa folgte ein Aufenthalt in New York, wo Eduard Josef Gübelin sein Englisch und seine Verkaufskünste verbessern wollte. Gleichzeitig kontaktierte er das Gemmologische Institut von Amerika (GIA), um sich für ein Fernstudium anzumelden. Briefe aus dem Besitz der Familie zeugen vom mehrmonatigen Amerikaaufenthalt, gegen dessen Ende Eduard Josef Gübelin für die Examen zum GIA nach Los Angeles reiste. Dort bestand er 1939 erfolgreich die Prüfung als Certified Gemmologist (CG) des Gemmological Institut of America. Damit war er der zweite Europäer, der diesen Titel führen durfte. Nach der Diplomierung kehrte er zurück nach Luzern, um ins Familienunternehmen einzusteigen. Nach seiner Rückkehr heiratete er Idda Niedermann.

### Zweiter Weltkrieg (1939–1945)
An der Landesausstellung 1939 präsentierte das Familienunternehmen Gübelin unkonventionelle Kreationen und beschritt damit neuartige Wege. Während des Krieges diente Eduard Josef Gübelin der Armee als Nachrichtenoffizier im Feld und in der Nachrichtenzentrale der Armee im Hotel Schweizerhof in Luzern – dem Nachbargebäude des Englischen Hofes, wo das Unternehmen der Gübelins lag.
Auch während des Zweiten Weltkriegs setzte Eduard Josef seine Forschertätigkeit fort. Dabei konzentrierte sich seine wissenschaftliche Arbeit immer stärker auf das Feld der Einschlüsse in Edelsteinen und deren Bedeutung bei der Identifikation eines Steins.
Im Alter von 27 Jahren begann Eduard Josef Gübelin vermehrt, seine Arbeiten und Forschungsergebnisse über Einschlüsse in Edelsteinen zu publizieren. Sein erster Artikel in der Fachzeitschrift Gems and Gemology erschien 1940 unter dem Titel Differences between Burma and Siam rubies.
Für die Jahre 1940–1945 sind über zwanzig wissenschaftliche Beiträge Eduard Josef Gübelins in wissenschaftlichen Fachzeitschriften belegt. Die meisten seiner Berichte veröffentlichte er in der Gemmologischen Zeitschrift Gems&Gemology, die vom Gemological Institute of America herausgegeben wurde. 1942 wurde nach einer Kontroverse unter den schweizerischen Juwelieren eine Schweizerische Gemmologische Gesellschaft gegründet. In seiner Funktion als Mitglied und wissenschaftlicher Berater führte Eduard Josef Gübelin jährlich gemmologische Fortbildungskurse durch und publizierte weitere Arbeiten über Edelsteine.
Eduard Josef Gübelin avancierte mehr und mehr zu einem Pionier der Erforschung von Edelsteinen. Der Fokus lag dabei darauf, Fälschungen von echten Edelsteinen unterscheiden zu können. Um die verschiedenartigen Einschlüsse in Edelsteinen besser untersuchen zu können, entwickelte er verschiedene Forschungsinstrumente. Im Jahr 1944, noch vor Ende des Zweiten Weltkrieges, eröffnete Eduard Moritz Gübelin-Schriber die bis heute bestehende Gübelin Filiale in Genf. 1945 erhielt Eduard Josef Gübelin von der Schweizerischen Gemmologischen Gesellschaft sein Diamond Certificate.

### Geschäftsübernahme (1945)
1945 erkrankte Eduard Josefs Vater unheilbar. Nachdem er das Unternehmen 26 Jahre lang als Patron erfolgreich geleitet hatte, starb er unerwartet im Alter von 57 Jahren. Gedenkschriften und Nachrufe in verschiedenen Zeitungen und Zeitschriften, darunter auch in der Neuen Zürcher Zeitung, zeugen vom Ansehen und Bekanntheitsgrad Eduard Moritz’. Die Söhne Eduard Josef und Walter Gübelin übernahmen nun die Unternehmensleitung. So kam Walter die Leitung der Uhrenateliers zu, während Eduard für die Edelsteine und den Bereich der Kommunikation verantwortlich war. In der Nachkriegszeit stockte man bei Gübelin die Lager wieder auf und erweiterte die Sortimente. Die Werkstätten wurden ausgebaut und das gemmologische Labor neu eingerichtet. Die neuartigen Kreationen, die zur Mustermesse Basel MUBA geschaffen wurden, bildeten eine für damals avantgardistische Stilgrundlage für die kommenden Kollektionen, nicht nur im Bereich der Uhren, sondern auch auf dem Gebiet der „Haute Joaillerie“, das während der kommenden Jahrzehnte zu einem der Schwerpunkte des Unternehmens wurde. Auch wurden ultraflache Taschenuhren in den Gübelin Werkstätten gefertigt.

### Pionier (1946–1976)

#### Einschlüsse in Edelsteinen
Als Gübelin in den 1920er Jahren erstmals einen Stein durchs Mikroskop betrachtete, war die Edelsteinforschung noch kaum entwickelt. Die Einschlüsse in den Steinen hielt man für unerwünschte Makel oder Fehler, die deren Preis minderten. Gübelins bahnbrechender Forschung und seiner mikrofotografischen Arbeitsweise ist es zu verdanken, dass die geologische Fachwelt allmählich den Wert solcher Einschlüsse erkannte.
Heute gelten Einschlüsse in Edelsteinen als wichtige Indikatoren ihrer Identität. Sie geben Aufschluss über den natürlichen oder behandelten Zustand eines Steins und über seinen geografischen Ursprungsort.
Gübelin begann inmitten des Zweiten Weltkrieges mit der Publikation seiner Forschungsresultate. Nach Kriegsende setzte er seine Studien intensiver fort. Vom wachsenden Ansehen, das er in der Fachwelt genoss, zeugen verschiedene Titel und Auszeichnungen: 1946 wurde er Mitglied der Gemmological Association of Great Britain. 1948 erhielt er vom Gemmological Institut of America den Titel „First Research Member GIA“ und 1952 wurde er Mitglied der Deutschen Gemmologischen Gesellschaft. Im selben Jahr wurde er zum Mitbegründer der International Gemmological Conference I.G.C.
Gübelins erste größere Publikation Edelsteine wurde 1952 in deutscher Sprache herausgegeben und sogleich auf Französisch übersetzt. Eine englische Ausgabe folgte 1963. Bereits in seinem 1953 erschienenen Buch Classifying Gemstone Inclusions schlug er Klassifikation von mineralischen Einschlüssen vor. Diese Klassifikation teilte die Einschlüsse in die Kategorien „protogenetisch“, „syngenetisch“ und „epigenetisch“ vor, je nachdem, ob die Einschlüsse in einem Edelstein schon vor diesem existierten oder ob sie zeitgleich mit ihm oder im Nachhinein entstanden waren.
Wird ein Edelstein durch künstliche Behandlung verändert – wird er beispielsweise in seiner der Farbe intensiviert oder in seiner Ebenmässigkeit perfektioniert – so muss dies deklariert werden, damit der potentielle Käufer nicht getäuscht wird. Um solche Täuschungen im Handel zu bekämpfen, braucht es Methoden und Instrumente, mit denen sich die Spuren künstlicher Behandlungen eindeutig feststellen lassen.
Die Erkenntnisse Gübelins auf dem Feld der Edelsteineinschlüsse und seine Klassifizierung trugen unter anderem dazu bei, solche Behandlungen am Stein festzustellen und zu dokumentieren.
Die von ihm vorgeschlagene Klassifizierung wurde immer wichtiger, je vielfältiger die verschiedenen Behandlungsmethoden zur Veredelung von Farbedelsteinen wurden und je täuschender die Synthesen wurden. Heute ist diese Klassifizierung weltweit bekannt und innerhalb der Branche weitgehend anerkannt.

#### Wissensvermittlung
Bereits in den frühen 1940er Jahren begann Gübelin im Ausland Vorträge zu halten und zu unterrichten. Daneben engagierte er sich weiterhin stark im eigenen Familienunternehmen: Zwischen 1940 und 1957 schrieb er mehr als ein Dutzend Ausgaben von Werbebroschüren für die Gübelin Juweliergeschäfte, in denen ein breites Feld von Themen rund um Edelsteine zur Sprache kamen.
Gübelin vereinte seine Leidenschaft für Gemmologie mit seinem Engagement für das Familienunternehmen. So übernahm er beispielsweise 1954 die Leitung für die Feierlichkeiten im Rahmen des 100-Jahr-Jubiläums seines Unternehmens. Er organisierte zahlreiche Anlässe, Festschriften, Jubiläumsdekorationen und Schmuckschauen in Luzern, Zürich und Genf. An diesen Anlässen war das große Interesse des Publikums an Gemmologie und Edelsteinen, das er in den vergangenen Jahren durch sein Engagement und seine Persönlichkeit aufgebaut hatte, deutlich spürbar.
Auch in den USA wurden zum Jubiläum 1954 Cocktailparties in New York, Atlanta, Houston, Dallas, Los Angeles, San Francisco, Denver, Detroit und Chicago mit insgesamt rund 10 000 Kunden gefeiert. Mit dem Familienunternehmen ging es in den 1960er Jahren stetig aufwärts. Eine ganze Reihe von Kreationen aus dem Hause Gübelin wurde preisgekrönt und erhielt dadurch gewisse Aufmerksamkeit.
Eine wichtige Plattform für Gübelin, seine Forschung und sein Unternehmen stellte in den frühen 1960er Jahren die Expo 64 dar. Hier wurden neue Kreationen dem breiten Publikum vorgestellt und das Interesse der Öffentlichkeit an Edelsteinen und an der Gemmologie gefördert. Über die Jahre hinweg hielt er hunderte von Vorträgen sowohl vor wissenschaftlichem- als auch vor Laienpublikum. Neben den jährlich wiederkehrenden Anlässen wie der jedes zweite Jahr stattfindenden International Gemmological Conference oder der Jahrestreffen der Schweizerischen Gemmologischen Gesellschaft, trat er auch als Redner am International Gemological Symposium von 1981 in Los Angeles, an der American Gem Society Conclaves in Nordamerika, der CISGEM Gemmologia Europa in Mailand oder an den Versammlungen der Gemmological Association of Great Britain auf.

#### Reisen
Auch in der Praxis versuchte Eduard Josef Gübelin so nah als möglich zum Ursprung der Edelsteine vorzudringen. So unternahm er zahlreiche Reisen in Gebiete mit Edelsteinvorkommen, auf denen er seine Kenntnisse erweiterte. Viele seiner teils abenteuerlichen Reisen zu entfernten Plätzen dokumentierte er selbst durch Fotografien und Filmaufnahmen. Innerhalb von rund fünfzig Jahren verschlug es den Luzerner zu hunderten verschiedener Edelsteinfundorte und Edelsteinhandelszentren der Erde. Seine erste Reise nach Burma (Myanmar) unternahm er im Jahr 1962. Die Reisen in alle Welt ließen Eduard Josef Gübelin nicht nur seinen Fundus an praktischem Wissen erweitern, sondern auch weltweite Kontakte knüpfen.
Während seiner Reisen schrieb Eduard Josef Gübelin oft Briefe ans Unternehmen, worin er Landschafen, Tiere, Bevölkerungsgruppen, deren Kleidungs- und Essgewohnheiten sowie den beschwerlichen Weg zu den Minen beschreibt.

#### Weltkarte der Edelsteinvorkommen
Welche Früchte Eduard Gübelins Reisen im Rahmen seiner wissenschaftlichen Arbeit trugen, zeigt sich auch anhand der von ihm erstellten Weltkarte der Edelsteinvorkommen. Diese 1988 publizierte Karte entstand vor dem Hintergrund der Fünfzigjahrfeier des Schweizerischen Gemmologischen Institutes im Jahr 1992. Sie zeigt mehr als 750 Edelsteinlagerstätten weltweit. Auf der Rückseite sind 65 von Eduard Gübelins Fotos abgedruckt. Diese bilden Edelsteine und Minen ab und werden ergänzt durch Beschreibungen der Steine, Minen und Betriebe. Es wurden Versionen in Deutsch, Englisch, Französisch, Spanisch, Italienisch und Portugiesisch herausgegeben. Die Weltkarte der Edelsteinvorkommen stieß international auf großes Echo und fand weite Verbreitung.

### Nach der Pensionierung (1977–2005)
Gübelin betrieb auch nach seiner Pensionierung im Jahr 1976 weiterhin Forschungsarbeiten und blieb eine aktive Figur im Feld der Gemmologie. Das Familienunternehmen leitete derweil sein Bruder Walter Gübelin, bis Walters Sohn Thomas Gübelin 1988 das Unternehmen übernahm. Da Eduard Josef Gübelin neben dem Gübelin Gemmologischen Labor auch bei sich zu Hause ein gemmologisches Labor eingerichtet hatte, konnte er seine Projekte nahtlos weiter führen.
Im letzten Drittel seines Lebens publizierte er engagiert weiter und nahm an den Treffen der Schweizerischen Gemmologischen Gesellschaft teil. Mit zunehmendem Alter reduzierte er seine Reisen, allerdings nahm er noch immer auf der ganzen Welt an Konferenzen und Fachtagungen teil. Daneben führte er aktive Korrespondenz mit Berufskollegen aus der ganzen Welt.
2004 erlebte neunzigjährig, Eduard Josef noch das 150. Jubiläum des Familienunternehmens Gübelin. Das Unternehmen führte zu diesem Zeitpunkt bereits Filialen in sieben Städten der Schweiz: in Luzern, Zürich, Basel, Genf, Bern, Lugano und St. Moritz. Zum Jubiläum präsentierte Gübelin eine neue Schmuckkollektion und eine Weltneuheit im Uhrenbereich. Am 15. März 2005 starb Eduard Josef Gübelin – einen Tag vor seinem 92. Geburtstag. Er hinterließ fünf Töchter und mehrere Enkel und Urenkel.

## Bedeutung für die Forschung und Hinterlassenschaft

### Instrumente zur Edelsteinuntersuchung
Im Rahmen seiner Forschungsaktivitäten entwickelte Eduard Josef Gübelin in den 1940er und 1950er Jahren eine Reihe verschiedener Instrumente zur Untersuchung von Edelsteinen. Einige davon waren seine eigenen Erfindungen, andere entwickelte er in Zusammenarbeit mit der deutschen Firma Zeiss aus bestehenden Instrumenten heraus, indem er sie für seine Verwendungszwecke verbesserte, abänderte oder ausbaute.
Mit diesem Engagement trug er wesentlich zur Weiterentwicklung der praktischen Erforschung und Untersuchung von Edelsteinen bei.
Das erste Gerät, das er von Grund auf selber entwarf und entwickelte, war das Koloriskop – eine Weiterentwicklung des in den USA bekannten Diamolite. Das Gemmoskop, ein Binokular-Mikroskop mit Dunkelfeldbeleuchtung, entwickelte Eduard Josef Gübelin 1942. Ebenfalls im Jahr 1942 schuf er das handgeführte Schliffmessgerät für Edelsteine, womit sich die Winkel und Proportionen facettierter Edelsteine messen ließen. 1950 entwarf er das weltweit erste Tisch-Spektroskop, auch Juweliersspektroskop genannt, das er 1951 an der Gemmologischen Ausstellung in London präsentierte.
Zu den bereits bestehenden Apparaten, die er weiter entwickelte, gehören das Horizontale Immersions-Mikroskop, das er ausbaute und für Mikroaufnahmen benutzte. Über 250 solcher Mikroaufnahmen veröffentlichte er 1953 in seinem Buch Inclusions as a Means of Gemstone Identification. Ein weiteres Beispiel einer Weiterentwicklung ist das Detektoskop, das von Hermann Michel und Gustav Riedl Mitte der 1920er Jahre erfunden worden war. Er ergänzte an diesem Apparat einen Chelsea Farbfilter, einen Tageslichtfilter und einen Milchglasdiffusor.
Wichtig für seine Forschungsarbeit und für die Illustration seiner Publikationen waren für Eduard Josef Gübelin fotografische Aufnahmen der Spektren eines Edelsteins. Daher entwarf er zusätzlich zum Juweliersspektroskop ein weiteres Gerät, das es ihm ermöglichte, das Spektrum eines Steins zu vergrössern und zu fotografieren.
In Zusammenarbeit mit der Firma Zeiss entwickelte er ein optisches Labortischspektrometer. Durch die Verwendung eines speziellen Prismas konnten damit zwei Spektren gleichzeitig beobachtet werden. Zu den weiteren nützlichen Instrumenten, die er entwickelte, zählen das Fluoroskop, das Magnoskop, das Polariskop, ein spezifischer Leitfähigkeitsmesser und einige weitere Hilfsmittel.

### Das Gübelin Gemmologische Labor
Schon zu Beginn des 20. Jahrhunderts gelangte man bei Gübelin zur Überzeugung, dass es nötig war, selbst die technische Ausrüstung und das Wissen zu besitzen, um den Herausforderungen der Zeit im Bereich des Edelstein- und Juwelengeschäfts gewachsen zu sein. Gerade in der ersten Hälfte des 20. Jahrhunderts wurde der Edelsteinhandel zunehmend mit Schwierigkeiten konfrontiert. Neben den bisher verbreiteten, leicht erkennbaren Glasimitationen gelangten nun erste synthetisch hergestellte Rubine und Spinelle in den Handel. Auch der Handel mit Zuchtperlen kam auf.

#### Privates gemmologisches Labor
Ein erstes gemmologisches Labor wurde bei Gübelin bereits im Jahr 1923 eingerichtet. Das Gübelin Gemmologische Labor wurde zwei Jahre vor dem London Laboratory eröffnet und war somit eines der ersten privaten gemmologischen Labors weltweit. Die Bemühungen, in einem eigenen Labor die Steine zu untersuchen und deren Echtheit, Qualität und Herkunft zu bestimmen, wurden verstärkt, als Gübelin 1939 im Familienunternehmen die Führung des firmeneigenen gemmologischen Labors übernahm. Er baute das Gemmologische Labor bei Gübelin aus und hielt es stets auf dem neuesten Stand. Ursprünglich war dieses Labor nur für den Eigenbedarf gedacht gewesen. Aus der ursprünglichen Idee, das Steinmaterial für den hauseigenen Schmuck und Verkauf selbst auf Echtheit überprüfen zu können, wurde jedoch viel mehr.

#### Dienstleister
Seit Anfang der 1960er Jahre begannen sich zunehmend auch andere Unternehmungen für den Service des Labors zu interessieren. Die unabhängigen Analysen von großer Qualität und Vertrauenswürdigkeit hatten allmählich einen guten Ruf erlangt, sodass sich immer stärker Auktionshäuser, Banken, Versicherungen, Museen, Juwelenhändler und private Sammler an das Gübelin Gemmologische Labor wandten, um Edelsteine überprüfen zu lassen.
Der Edelsteinbericht von Gübelin ist heute ein international anerkanntes Wertpapier, welches die Qualität eines Edelsteins festhält. Die Gemmologen des Labors bewerten nicht und stellen auch keinerlei Schätzungen über den Marktwert aus. Ihre Arbeit besteht vielmehr darin, beschreibende Daten zum Vorliegenden zu liefern: Identität, Echtheit, Bestimmung allfälliger Behandlungen, Qualität und mögliche Herkunft. Das Gübelin Gemmologische Labor des 21. Jahrhunderts ist ein unabhängiger Geschäftsbereich der Gübelin Group, der sich ausschließlich mit der wissenschaftlichen Analyse von Art, Qualität, Herkunft und Echtheit von Edelsteinen und Perlen befasst. Das Gübelin Gem Lab konnte sich im Feld der Edelstein-Zertifizierung ebenso wie in der Forschung und in der Entwicklung von Analysemethoden international erfolgreich positionieren. Gübelins Anliegen, Wissen zu vermitteln, wird durch das heutige Gübelin Gem Lab weiter verfolgt, indem Forschungsresultate der eigenen Projekte in mineralogischen-, gemmologischen- sowie in Handelszeitschriften publiziert werden.

### Sammlungen

#### Referenzsteinsammlung des Gübelin Gemmologischen Labors
Gübelin sammelte Antiquitäten, Bücher, Steinarbeiten, orthodoxe Ikonen, Kunstgegenstände und religiöse Gegenstände aus aller Welt. Seine wichtigste Sammlertätigkeit verfolgte er jedoch im Bereich der Edelsteine. Beinahe sein ganzes Leben lang trug er Edelsteine zusammen und ordnete diese in verschiedene Unterkollektionen an.
Eine der Grundlagen der Edelsteinanalyse für das Gübelin Gem Lab bildet auch heute noch die so genannte Referenzsteinsammlung von Eduard Josef Gübelin. Sie stellt eine komplette Sammlung mit Exemplaren aus allen relevanten Minen auf der ganzen Welt dar. Diese Sammlung besteht aus rund 25.000 Steinen – die meisten in ungeschliffenem Rohzustand. Jeder dieser 25.000 Steine ist komplett dokumentiert und analysiert. Die Dokumentationen geben Aufschluss über lokalspezifische Eigenschaften bestimmter Steine. Sie dienen den Forschern als Vergleichsmaterial bei der Analyse und der Herkunftsbestimmung.
Um die Authentizität der für die Sammlung zusammengetragenen Steine zu sichern, kaufte Gübelin viele davon persönlich auf seinen Reisen direkt vor Ort. Von seinen Nachfolgern im Gübelin Gemmologischen Labor werden diese Sammlung und die dazugehörige Datenbank bis heute durch den Zukauf neuer Exemplare aktuell gehalten. Mehrere Dutzend Minen und Handelszentren besucht das Team jedes Jahr, um die Sammlung auf dem neuesten Stand zu halten.

#### Die “Edward J. Gübelin Collection” des GIA
Neben der Referenzsteinsammlung, die heute vom Gübelin Gem Lab in Luzern genutzt wird, hat Gübelin noch eine zweite grosse Sammlung von wertvollen Steinen aus 48 verschiedenen Ländern besessen. Diese Sammlung beinhaltet viele grosse und geschliffene Steine, die er ebenfalls selbst zusammengestellt und im Laufe seines Lebens in den sechs Jahrzehnten zwischen 1940 und 2000 stetig ergänzt und vergrössert hat.
Im Jahr 2005 wurde diese Sammlung an das GIA in den USA verkauft. Sie enthält mehr als 2800 Stücke, welche 225 verschiedene Mineralien und Edelsteinmaterialien repräsentieren. Die Steine stammen aus der ganzen Welt und viele von ihnen sind aussergewöhnlich in Farbe, Gewicht und Erscheinung.
Seit dem Jahr 2007 verfolgt das GIA aktiv ein Projekt, die Stücke aus der Edelsteinsammlung von Gübelins systematisch zu dokumentieren. Die Resultate der Untersuchungen sollen auf der GIA Webseite allen Interessierten zur Verfügung stehen. Ziel dieses Projektes ist es, eine Art virtuelles Museum zu kreieren und damit das gemmologische Wissen einem breiten Publikum einfacher zugänglich zu machen. Die Wissensvermittlung, die für Gübelin ein Leben lang eine zentrale Rolle spielte, wurde also durch den Verkauf der Sammlung an das GIA weiter gefördert.

#### Arbeits- und Lehrsammlungen
Neben den beiden beschriebenen Sammlungen verfügte Eduard Josef Gübelin über weitere Edelsteinsammlungen. Seine Arbeitssammlung bestand aus über 300 Exemplaren aus gesicherter Herkunft. Diese benutzte er persönlich für seine Analysen an Kundensteinen. Sie wurde als Legat dem Gübelin Gem Lab übergeben und bildet heute einen integralen Bestandteil der Gübelin Gem Lab Referenzsteinsammlung.
Neben seiner Arbeitssammlung pflegte er mit der Lehrsammlung eine weitere Edelsteinsammlung mit exemplarischen und spektakulären Steinen, die er für Schulungszwecke verwendete. Diese Lehrsammlung wurde nach seinem Tod ebenfalls an das Gübelin Gem Lab vermacht.

### Film und Fotografie
Gübelin war nicht nur Naturwissenschaftler, sondern pflegte seit seiner Kindheit auch ein großes Interesse für Kunst, Kultur und Ästhetik. Fotografie und Filmerei waren Hobbys, die er gekonnt mit seiner wissenschaftlichen Tätigkeit verband. Viele seiner Publikationen sind angereichert durch Fotografien aus seinen Sammlungen, wodurch sie nicht nur für die Wissenschaft interessant, sondern auch für Laien und Lernende attraktiver und leichter verständlich wurden.
Neben den Sammlungen von Fotografien und Diapositiven, die er dem Gübelin Gemmologischen Labor und seiner Familie hinterlassen hat, gibt es auch eine Reihe von Filmen, welche er selber auf seinen Reisen produziert hat. Eduard Gübelins drittälteste Tochter, Franziska Greising, erinnert sich in ihrem Roman daran, wie ihr Vater damals in einem Kellerraum seine Filmstreifen selber zusammenschnitt. Diese Filme hat er selber mehrfach vor Publikum aufgeführt. Die Filmaufführungen sind teilweise durch Artikel in Zeitungen und Zeitschriften belegt.
Heute sind die originalen Filmstreifen aufbereitet und gesichert im Archiv der Cinémathèque suisse in Penthaz gelagert. Nachfolgend eine Auswahl des originalen Filmmaterials von Eduard Josef Gübelins, das im Archiv verzeichnet ist:
- Ceylon, Märcheninsel der Edelsteine / The Story of Gemstones occuring in Ceylon / Ceylon; the enchanted Island of Gems. 16 mm, 465 Meter, Englisch. 2011 0977 00.
- Jade, Werkstoff der Urzeit – moderner Schmuckstein. 16 mm, 452 Meter, Deutsch, Französisch. 2011 1097 00. 1970?
- Mogok, Tal der Rubine. 67 Minuten. 16 mm, 950 Meter, Deutsch/Englisch/Französisch. 2011 1095 00. 1962/63.
- Sri Lanka. Perle der Tropen. Insel der Edelsteine. 88 Minuten. 16 mm, 742 Meter, Deutsch/Französisch. 2011 1100 00. 1963.

### Auszeichnungen
In Anerkennung seiner Forschungsarbeit und der Veröffentlichung seines großen Wissensschatzes kam Eduard Josef Gübelin in den Genuss zahlreicher Auszeichnungen und Ehrentitel. So wurde er unter anderem Ehrenmitglied von Gemmologischen Gesellschaften in Australien, Deutschland, Jaban, Schweden und nicht zuletzt in der Schweiz.
Nachfolgend eine Auswahl von Gründungen, Auszeichnungen und Ehrungen in den Jahren 1942 bis 2005.
- 1942 Founding member of Swiss Gemmological Association, function of Scientific Advisor
- 1943 First Research Member of GIA by the Gemmological Institute of America
- 1946 F.G.A. Fellow of Gemmological Association of Great Britain (Gem-A)
- 1952 Member of German Gemmological Association
- 1952 Expert of German Institute of Gemmological Research
- 1952 Founding member of International Gemmological Conference (IGC)
- 1956 Research Diploma (honorific award) of Gemmological Institute of great Britain (Gem-A) in honour of “A Contribution to the Genealogy of Inclusions”
- 1973 Prof. h. c. (Ehrenprofessortitel) der Universität Stellenbosch in Südafrika
- 1980 Jewelers of America International Award for Jewelry Leadership
- 1982 First honorary member of American Gem Trade Association
- 1988 Dr. h. c. (Ehrendoktortitel) of International Foundation of Universities
- 1991 ICA Lifetime Achievement Award
- 1994 The American Gem Society Robert M. Shipley Award
- 2003 GIA League of honour

### Mitgliedschaften
Er war Mitbegründer der International Gemmological Conference (1952) und der International Colored Stone Association (1982), Ehrenmitglied Gemmologischer Gesellschaften zahlreicher Länder und erhielt für seine Forschung eine Reihe von Auszeichnungen, darunter auch den Professor honoris causa der Universität Stellenbosch in Südafrika (1973).

## Schriften (Auswahl)
13 größeren Bücher und über 250 Artikel beeinflussten die Forschungsliteratur des 20. Jahrhunderts. Viele seiner Bücher wurden in mehrere Sprachen übersetzt. Zusätzlich schrieb er die Broschüren für das eigene Familiengeschäft. Nach eigener Aussage hatte Eduard Josef Gübelin in der Menge seiner Publikationen auch ein persönliches Lieblingsbuch, wie er in einem Interview Auskunft gab: “My favourite book is the Internal World of Gemstones, because it is the most beautiful. I prefer it, to a certain extent, to the Photoatlas because it is more of a pictorial, while the Photoatlas is more of a study book.”
- Photoatlas of Inclusions in Gemstones. 2. Auflage. 2005.
- Mit Erni Gübelin: Gemstones. Symbols of Beauty and Power. 2000.
- Edelsteine. Symbole der Schönheit und der Macht. Schöner, 1999.
- Weltkarte der Edelsteinvorkommen. Schweizerische Gemmologische Gesellschaft. 1988.
- Mit John I. Koivula: Bildatlas der Einschlüsse in Edelsteinen. 3 Bände. ABC Verlag, 1986.
- The Color Treasury of Gemstones. Thomas Y. Crowell Company Inc., New York 1975.
- Internal World of Gemstones: Documents from Space and Time. ABC Verlag, Zürich 1974.
- Edelsteine. Silva-Verlag, Zürich 1969.
- Die Edelsteine der Insel Ceylon. Luzern 1968.
- Inclusions as a Means of Gemstone Identification. 1953.
- Edelsteine. Hallwag-Verlag, Bern 1952; französische Übersetzung (Pièrre Précieuses) 1953; englische Übersetzung (Precious Stones) 1963 mit Neuauflagen 1973.
- Die Mineralien im Dolomit von Campolungo (Tessin). Sonderdruck aus Schweiz. Min. Petr. Mitt., Band 9. Heft 2. 1939.

### Beiträge in Zeitschriften, Nachschlagewerken u. a.
- Eduard Josef Gübelin, G. Bosshart, C.P. Smith u. a.: Poudretteite: A rare gem species from the Mogok Valley. In: Gems & Gemology, Vol. 39, 2003, Nr. 1, S. 24–31.
- Eduard Josef Gübelin: Anwendung der UV-Strahlung in der Gemmologie. In: Goldschmiede-Zeitung. 2001, Nr. 11, S. 96–100.
- Eduard Josef Gübelin: Comparison of inclusions in corundum from the new mines in Tanzania and on Madagascar. XXVIII International Gemmological Conference, Madrid. 2001.
- Eduard Josef Gübelin: Relationship and correlation between parent rocks, gemstones and mineral inclusions. In: Gemmologists Handbook, XXVII. 1999.
- Eduard Josef Gübelin: La Présence d’Émeraudes au Pakistan, la vallée de Swat. In: Revue de Gemmologie. A.F.G. Nr. 134/135. S. 185–192.
- Eduard Josef Gübelin, A. Peretti: Sapphires from the Andranondambo mine in SE Madagascar: Evidence for metasomatic skarn formation. In: Journal of Gemmology, Vol. 25, 1997, Nr. 7, S. 453–470.
- Gübelin Eduard Josef: Madagascar blue. In: Momentum. Vol. 5, 1997, Nr. 15. S. 29–31.
- Eduard Josef Gübelin, A. Peretti: New inclusions in Pakistani peridot: Vonsenite-luwigite needles. In: Jewel Siam. Dezember/Januar 1996, S. 68–69.
- N.R. Barot, G. Graziani, Eduard Josef Gübelin u. a.: Cat’s eye and asteriated gemstones from East Africa. In: Journal of Gemmology. Vol. 24, 1995, Nr. 8, S. 569–580.
- G. Bosshart, Eduard Josef Gübelin, R. Kammerling u. a.: Myanmar and its gems – an update. In: Journal of Gemmology. Vol. 24, 1994, Nr. 1, S. 3–40.
- Eduard Josef Gübelin: Rubies and sapphires: inclusions. In: M. Superchi (Hrsg.): Gemmologia V: European Gemmologists on Rubies and Sapphires. CISGEM, 1994, S. 106–137.
- Eduard Josef Gübelin: Mineral inclusions in gemstones recently observed, analyzed and identified. XXIV International Gemmological Conference, Paris. 1993, S. 85.